# Maury (Pyrénées-Orientales)
Maury település Franciaországban, Pyrénées-Orientales megyében. Lakosainak száma 780 fő (2022. január 1.). Maury Cucugnan, Duilhac-sous-Peyrepertuse, Latour-de-France, Rasiguères, Lesquerde, Saint-Paul-de-Fenouillet, Estagel és Tautavel községekkel határos.

## Földrajz

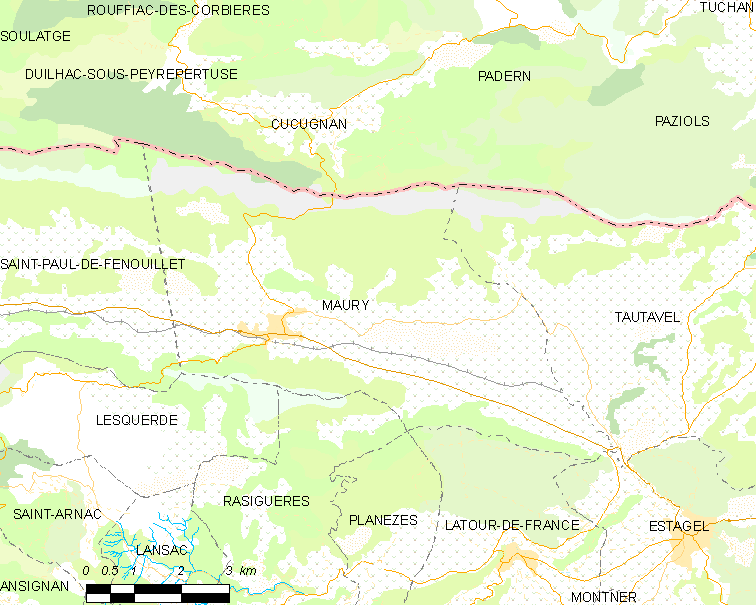
Maury és környéke

## Népesség
A település népességének változása:
| Lakosok száma | 840  | 802  | 788  | 785  | 792  | 794  | 789  | 785  | 780  |
|               | 2013 | 2015 | 2016 | 2017 | 2018 | 2019 | 2020 | 2021 | 2022 |